# Сосновка (приток Медведицы)
Сосновка — река, левый приток Медведицы, протекает по территории Петровского района Саратовской области России. Длина реки — 39 км, площадь водосборного бассейна — 380 км².

## Описание
Сосновка начинается к юго-востоку от села Языковка. Генеральным направлением течения реки является север. Юго-восточнее Петровска, между деревней Гудошниково и селом Берёзовка 1-я впадает в Медведицу на высоте 168 м над уровнем моря.

## Данные водного реестра
По данным государственного водного реестра России относится к Донскому бассейновому округу, водохозяйственный участок реки — Медведица от истока до впадения реки Терса, речной подбассейн реки — Дон между впадением Хопра и Северского Донца. Речной бассейн реки — Дон (российская часть бассейна).
Код объекта в государственном водном реестре — 05010300112107000007958.